# Primetime-Emmy-Verleihung 1995
Die 47. Emmy-Verleihung in der Sparte Prime Time fand am Sonntag, den 10. September 1995 im Pasadena Civic Auditorium in Pasadena, Kalifornien, statt. Die Show wurde moderiert von Jason Alexander und Cybill Shepherd und über Fox ausgestrahlt.

## Preisträger und Nominierungen (Auswahl)

### Programme
| Outstanding Comedy Series (Beste Comedyserie) | Outstanding Drama Series (Beste Dramaserie) |
| --- | --- |
| - Frasier (NBC) - Friends (NBC) - The Larry Sanders Show (HBO) - Mad About You (NBC) - Seinfeld (NBC)                                                                     | - NYPD Blue (ABC) - Chicago Hope (CBS) - ER (NBC) - Law & Order (NBC) - The X-Files (Fox) |
| Outstanding Variety, Music or Comedy Series (Beste Varieté-, Musik- oder Comedyserie)                                                                                     | Outstanding Variety, Music or Comedy Special (Bestes Varieté-, Musik- oder Comedyspezial) |
| - The Tonight Show with Jay Leno (NBC) - Dennis Miller Live (HBO) - Late Show with David Letterman (CBS) - MTV Unplugged (MTV) - Politically Incorrect (Comedy Central)   | - Barbra: The Concert (HBO) - AFI Life Achievement Award: A Tribute to Steven Spielberg (NBC) - The 67th Annual Academy Awards (ABC) - A Comedy Salute to Andy Kaufman (NBC) - Eagles: Hell Freezes Over (MTV) |
| Outstanding Made for Television Movie (Bester Fernsehfilm) | Outstanding Miniseries (Beste Miniserie) |
| - Indictment: The McMartin Trial (HBO) - The Burning Season (HBO) - Citizen X (HBO) - The Piano Lesson (CBS) - Serving in Silence: The Margarethe Cammermeyer Story (NBC) | - Die Bibel – Josef (TNT) - Buffalo Girls (CBS) - Children of the Dust (CBS) - Martin Chuzzlewit (PBS) - A Woman of Independent Means (NBC)                                                                    |

### Schauspieler

#### Hauptrollen
| Outstanding Lead Actor in a Comedy Series (Bester Hauptdarsteller innerhalb einer Comedy-Serie) | Outstanding Lead Actress in a Comedy Series (Beste Hauptdarstellerin innerhalb einer Comedy-Serie) |
| --- | --- |
| - Kelsey Grammer als Dr. Frasier Crane in Frasier, (Episode: „Adventures in Paradise, Part II“), (NBC) - John Goodman als Dan Conner in Roseanne, (Episode: „The Blaming of the Shrew“) (ABC) - Paul Reiser als Paul Buchman in Mad About You, (Episode: „Cake Fear“) (NBC) - Jerry Seinfeld als Jerry Seinfeld in Seinfeld, (Episode: „The Diplomat's Club“) (NBC) - Garry Shandling als Larry Sanders in The Larry Sanders Show, (Episode: „The Mr. Sharon Stone Show“) (HBO) | - Candice Bergen als Murphy Brown in Murphy Brown, (Episode: „Requiem for a Crew Guy“) (CBS) - Roseanne Barr als Roseanne Conner in Roseanne, (Episode: „Thanksgiving 1994“) (ABC) - Ellen DeGeneres als Ellen Morgan in Ellen, (Episode: „The Spa“) (ABC) - Helen Hunt als Jamie Buchman in Mad About You, (Episode: „The Ride Home“) (NBC) - Cybill Shepherd als Cybill Sheridan in Cybill, (Episode: „Virgin, Mother, Crone“) (CBS)        |
| Outstanding Lead Actor in a Drama Series (Bester Hauptdarsteller innerhalb einer Dramaserie) | Outstanding Lead Actress in a Drama Series (Beste Hauptdarstellerin innerhalb einer Dramaserie) |
| - Mandy Patinkin als Dr. Jeffrey Geiger in Chicago Hope, (Episode: „Over the Rainbow“) (CBS) - George Clooney als Dr. Doug Ross in ER, (Episode: „Long Day's Journey“) (NBC) - Anthony Edwards als Dr. Mark Greene in ER, (Episode: „Love's Labor Lost“) (NBC) - Dennis Franz als Det. Andy Sipowicz in NYPD Blue, (Episode: „A.D.A. Sipowicz“) (ABC) - Jimmy Smits als Det. Bobby Simone in NYPD Blue, (Episode: „The Bookie and Kooky Cookie“) (ABC)                          | - Kathy Baker als Jill Brock in Picket Fences, (Episode: „Frogman Returns“) (CBS) - Claire Danes als Angela Chase in My So-Called Life, (Episode: „Pilot“) (ABC) - Angela Lansbury als Jessica Fletcher in Murder, She Wrote, (Episode: „Dear Deadly“) (CBS) - Sherry Stringfield als Dr. Susan Lewis in ER, (Episode: „Motherhood“) (NBC) - Cicely Tyson als Carrie Grace Battle in Sweet Justice, (Episode: „In the Name of the Sun“) (NBC) |
| Outstanding Lead Actor in a Miniseries or a Special (Bester Hauptdarsteller innerhalb einer Miniserie oder einem Spezial) | Outstanding Lead Actress in a Miniseries or a Special (Beste Hauptdarstellerin innerhalb einer Miniserie oder einem Spezial) |
| - Raúl Juliá als Chico Mendes in The Burning Season (HBO) - Charles S. Dutton als Boy Willie Charles in The Piano Lesson (CBS) - John Goodman als Huey Long in Kingfish: A Story of Huey P. Long (TNT) - John Lithgow als Tom Bradley und Bob Bradley in My Brother's Keeper (CBS) - James Woods als Danny Davis in Indictment: The McMartin Trial (HBO) | - Glenn Close als Margarethe Cammermeyer in Serving in Silence: The Margarethe Cammermeyer Story (NBC) - Sally Field als Bess Gardner Steed in A Woman of Independent Means (NBC) - Anjelica Huston als Calamity Jane in Buffalo Girls (CBS) - Diane Keaton als Amelia Earhart in Amelia Earhart: The Final Flight (TNT) - Alfre Woodard als Berniece Charles in The Piano Lesson (CBS)                                                       |